# CONCACAF Futsal Championship 1996
Il primo CONCACAF Futsal Championship, disputato nel 1996 in Guatemala, viene considerato il primo campionato continentale del nord e centro America per formazioni nazionali di calcio a 5.
Il torneo ebbe validità anche come fase di qualificazione al campionato del mondo previsto per lo stesso anno in Spagna: le finaliste del torneo furono qualificate alla rassegna iridata. Nella fase finale furono gli Stati Uniti a vincere il torneo, vendicando la sconfitta patita con i cubani nel girone di qualificazione

## Girone A
| Squadra     | Pti | G | V | N | P | GF | GS | DR |
| ----------- | --- | - | - | - | - | -- | -- | -- |
| Stati Uniti | 3   | 2 | 1 | 0 | 1 | 7  | 6  | +1 |
| Cuba        | 3   | 2 | 1 | 0 | 1 | 9  | 9  | 0  |
| Costa Rica  | 3   | 2 | 1 | 0 | 1 | 7  | 8  | -1 |

| Città del Guatemala 30 agosto 1996 | Costa Rica | 6 – 4 | Cuba |  |

| Città del Guatemala 1 settembre 1996 | Stati Uniti | 4 – 1 | Costa Rica |  |

| Città del Guatemala 2 settembre 1996 | Cuba | 5 – 3 | Stati Uniti |  |

## Girone B
| Squadra     | Pti | G | V | N | P | GF | GS | DR  |
| ----------- | --- | - | - | - | - | -- | -- | --- |
| Messico     | 6   | 2 | 2 | 0 | 0 | 15 | 5  | +10 |
| Guatemala   | 3   | 2 | 1 | 0 | 1 | 5  | 10 | -5  |
| El Salvador | 0   | 2 | 0 | 0 | 2 | 5  | 10 | -5  |

| Città del Guatemala 30 agosto 1996 | Guatemala | 3 – 2 | El Salvador |  |

| Città del Guatemala 1 settembre 1996 | Messico | 7 – 3 | El Salvador |  |

| Città del Guatemala 2 settembre 1996 | Messico | 8 – 2 | Guatemala |  |

## Fase finale
|  | Semifinali  | Semifinali  | Semifinali |      |             | Finale          | Finale          | Finale          |  |
|  |             |             |            |      |             |                 |                 |                 |  |
|  | Stati Uniti | Stati Uniti | 7          |      |             |                 |                 |                 |  |
|  | Stati Uniti | Stati Uniti | 7          |      |             |                 |                 |                 |  |
|  | Guatemala   | Guatemala   | 3          |      |             |                 |                 |                 |  |
|  | Guatemala   | Guatemala   | 3          |      | Stati Uniti | Stati Uniti     | 7               |                 |  |
|  |             |             |            |      | Stati Uniti | Stati Uniti     | 7               |                 |  |
|  |             |             | Cuba       | Cuba | 3           |                 |                 |                 |  |
|  | Cuba        | Cuba        | Cuba       | Cuba | 3           | 2               |                 |                 |  |
|  | Cuba        | Cuba        |            |      |             | 2               |                 |                 |  |
|  | Messico     | Messico     | 1          |      |             | Finale 3º posto | Finale 3º posto | Finale 3º posto |  |
|  | Messico     | Messico     | 1          |      |             |                 |                 |                 |  |
|  |             |             |            |      |             |                 |                 |                 |  |
|  |             |             |            |      |             | Messico         | Messico         | 3               |  |
|  |             |             |            |      |             | Messico         | Messico         | 3               |  |
|  |             |             |            |      |             | Guatemala       | Guatemala       | 1               |  |

### Semifinali
| Città del Guatemala 5 settembre 1996 | Stati Uniti | 7 – 3 | Guatemala |  |

| Città del Guatemala 5 settembre 1996 | Cuba | 2 – 1 | Messico |  |

### Finale 3º/4º posto
| Città del Guatemala 7 settembre 1996 | Messico | 3 – 1 | Guatemala |  |

### Finale
| Città del Guatemala 7 settembre 1996 | Stati Uniti | 7 – 3 | Cuba |  |

## Campione
STATI UNITI D'AMERICA
(1º titolo)

## Classifica finale
| Squadre qualificate per il FIFA Futsal World Championship 1996 |

| Posizione | Squadra     |
| --------- | ----------- |
| 1         | Stati Uniti |
| 2         | Cuba        |
| 3         | Messico     |
| 4         | Guatemala   |
| 5         | Costa Rica  |
| 6         | El Salvador |